# Хрисант Кесариец
Хрисант (на гръцки: Χρύσανθος ο Κεσαρείας, Хрисантос) е гръцки духовник, митрополит на Цариградската патриаршия.

## Биография
Роден е в Зинджидере край Кайсери. На 19 април 1850 година е избран и по-късно е ръкоположен за декаполски епископ, викарен епископ в Неокесарийската митрополия на митрополит Кирил. На 15 март 1865 година е избран за касандрийски митрополит със седем от дванадесет гласа срещу Мелетий Гортински (1 глас) и Прокопий Клавдиуполски (4 гласа) и на 29 април тръгва към епархията си. Строи училища във Фурка, Палюри и Агиос Николаос. През септември 1867 година подава оставка. В 1872 година става митрополит в Анкара. В резултат на усилията му Ескишехир (Дорилео) е откъснат от Никейската митрополия и даден на Анкарската. Хрисант никога не отива в епархията си. Умира в Цариград на 26 август 1877 година.